# Шарлиарема
Шарлиарема — деревня в Сармановском районе Татарстана. Административный центр Шарлиареминского сельского поселения.

## География
Находится в восточной части Татарстана на расстоянии приблизительно 9 км на юг-юго-запад по прямой от районного центра села Сарманово у речки Камышлы.

## История
Основана в первой половине XVIII века, упоминалась как деревня Шарла (1751 год), позднее Шарле Арем (1816 год). До 1860-х годов жителей учитывались как башкиры. В начале XX века упоминалось о наличии мечети и мектеба.
По сведениям переписи 1897 года, в деревне Шармарема Мензелинского уезда Уфимской губернии жили 739 человек (380 мужчин и 359 женщин), все мусульмане.

## Население
Постоянных жителей было: в 1795 — 36, в 1816—162 души мужского пола, в 1834—437, в 1870—976, в 1897—739, в 1906—668, в 1920—898, в 1926—712, в 1938—728, в 1949—541, в 1958—506, в 1970—598, в 1979—461, в 1989—309, 306 в 2002 году (татары 99 %), 301 в 2010.